# Max Niemeyer Verlag
Der Max Niemeyer Verlag ist ein deutscher Verlag für sprach- und literaturwissenschaftliche Literatur. Er geht auf eine Tradition seit 1870 zurück und befand sich in Halle (Saale) und Tübingen.
Seit 2006 gehört er zum Berliner Wissenschaftsverlag De Gruyter.

## Geschichte

### Halle 1870–1945
Im Jahr 1870  gründete der Buchhändler Maximilian David Niemeyer (meist Max Niemeyer, ein Sohn von Hermann Agathon Niemeyer) den Max Niemeyer Verlag in Halle (Saale). 1911 übernahm dessen Sohn Hermann Niemeyer die Leitung. Der Verlag gab ein breites Angebot vor allem von kulturgeschichtlicher und sprachwissenschaftlicher Literatur heraus und veröffentlichte auch Schriften bedeutender zeitgenössischer Philosophen wie Edmund Husserl und Martin Heidegger.
1944/1945 wurde die Verlagstätigkeit eingestellt.

### Halle 1946–1975
Am 10. Dezember 1946 erhielt Hermann Niemeyer eine Lizenz zum Weiterführung des Verlages in Halle. 1949 verließ er die Stadt, da er unter den neuen politischen Bedingungen keine Möglichkeiten mehr sah, sein geisteswissenschaftliches Programm nach seinen Vorstellungen fortführen zu können. Er zog unter Zurücklassung des gesamten Firmenbesitzes nach Tübingen und firmierte als Neomarius-Verlag.
Der alte Verlag wurde verstaatlicht und 1964 dem VEB Bibliographisches Institut in Leipzig eingegliedert. 1975 wurde er aufgelöst.

### Tübingen 1950–2005
1950 gründete Hermann Niemeyer den Max Niemeyer Verlag in Tübingen neu.
Das Verlagsprogramm wurde vor allem auf Sprach- und Literaturwissenschaften beschränkt.

### Seit 2005
2005 übernahm der K. G. Saur Verlag in München den Max Niemeyer Verlag. 2006  kaufte De Gruyter aus Berlin den K. G. Saur Verlag und damit auch den Max Niemeyer Verlag. Das Niemeyer-Programm wurde vollständig in die Programmstruktur von De Gruyter integriert. 2013 wurde der langjährige Verlagsstandort Tübingen aufgegeben.

## Publikationen
Der Max Niemeyer Verlag veröffentlichte seit 1870 vor allem geistes- und sprachwissenschaftliche Literatur. Dazu kamen einzelne Titel aus den Gebieten der Rechtswissenschaften, Medizin und Mathematik.
Seit 1950 wurden in Tübingen weiter vor allem sprach- und literaturwissenschaftliche Literatur herausgegeben. Daneben gab es philosophische Werke von Husserl, Heidegger, Roman Ingarden u. a. Außerdem gab es Veröffentlichungen des Deutschen Historischen Instituts in Rom, sowie die älteste anglistische Fachzeitschrift Anglia.
Seit 2005 stehen im Zentrum des philologischen Verlagsprogrammes Germanistik und Romanistik, daneben historisch-kritische Editionen, sowie im Bereich der Medien- und Kommunikationswissenschaften, Rhetorik, Judaica und Kultur- und Sozialgeschichte.

## Archivbestände
Archivbestände des Max Niemeyer Verlages in Halle befinden sich im Sächsischen Staatsarchiv in Leipzig, im Bestand Bibliographisches Institut Leipzig, Nr. 21094, sowie im Bundesarchiv BStU.